# Отображение Эно
Отображение Эно — один из наиболее изученных примеров дискретных динамических систем, проявляющих хаотическое поведение. Отображение Эно сопоставляет точке (xn, yn) на плоскости новую точку по следующему закону:
{\displaystyle {\begin{cases}x_{n+1}=1-ax_{n}^{2}+y_{n}\\y_{n+1}=bx_{n}.\end{cases}}}
Система зависит от двух параметров a и b, для классического отображения Эно имеющих значения a = 1.4 и b = 0.3. Для классических значений отображение Эно хаотично, для других значений параметров отображение может быть как хаотично, так и сходиться к периодической орбите.
Отображение Эно было предложено французским математиком Мишелем Эно в качестве упрощённой модели отображения Пуанкаре для аттрактора Лоренца. Для классического отображения точка на плоскости будет либо приближаться к множеству точек, известных как странный аттрактор Эно, либо расходиться до бесконечности. Аттрактор Эно в одном направлении представляет собой гладкий фрактал, а в другом — канторово множество.